# Hrabstwo Thomas (Kansas)

Piramida wieku hrabstwa

Hrabstwo Thomas – hrabstwo położone w USA w stanie Kansas z siedzibą w mieście Colby. Założone 8 października 1885 roku. Nazwa Hrabstwa pochodzi od George’a Henry’ego Thomasa.

## Miasta
- Colby
- Brewster
- Rexford
- Gem
- Menlo
- Oakley
- Levant (CDP)

## Sąsiednie Hrabstwa
- Hrabstwo Rawlins
- Hrabstwo Decatur
- Hrabstwo Sheridan
- Hrabstwo Gove
- Hrabstwo Logan
- Hrabstwo Sherman